# Sutyna monstrata
Sutyna monstrata là một loài bướm đêm trong họ Noctuidae.